# LGV Moscou-Pékin

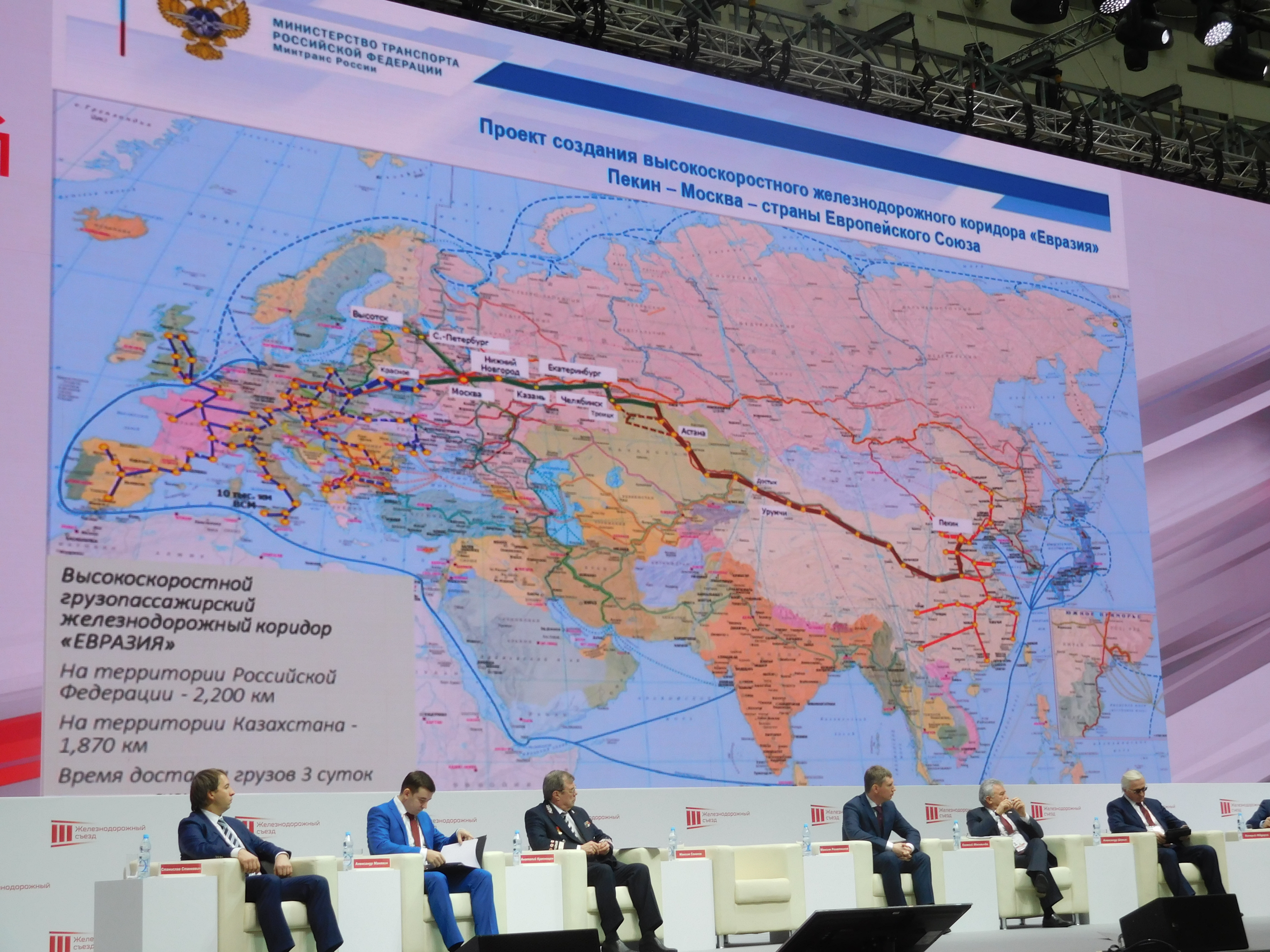
Moscow-Beijing

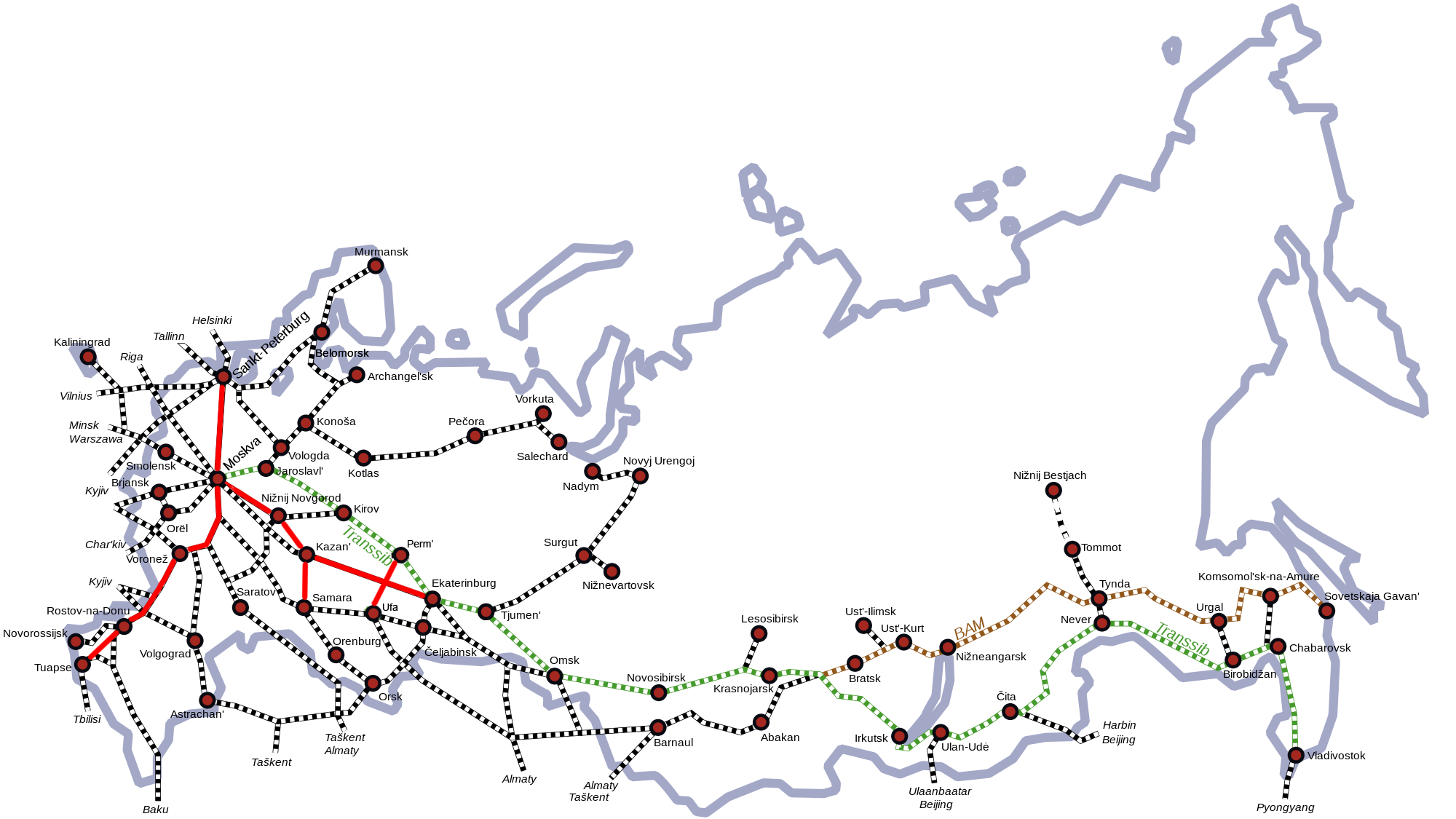
Principaux axes du réseau ferroviaire russe

La LGV Moscou-Pékin est un projet de ligne à grande vitesse reliant Pékin et Moscou. La longueur totale de la voie ferrée est de 7 700 kilomètres avec un tracé qui passe par le Kazakhstan. Le temps de trajet s'élèverait à 32 heures au lieu de 5 jours avec les voies existantes. Le coût de la ligne a été estimé à 242 milliards de dollars. Selon les estimations du vice-président de RZD, Misharin, le projet peut être réalisé en l'espace de 8 à 10 ans[réf. souhaitée].
La ligne doit suivre un tracé Moscou-Kazan-Ekaterinbourg-Tcheliabinsk-Astana-Ürümqi-Pékin, ou éventuellement Moscou-Kazan-Ekaterinbourg-Tioumen-Omsk-Novossibirsk-Ürümqi-Pékin,.
La section initiale doit être la LGV Moscou-Kazan.